# Cezaropolska biskupija
Cezaropolska biskupija (lat. Dioecesis Caesaropolitanus) je danas naslovna biskupija (dijeceza). 
Sjedište ove biskupije je starovjekovni grad Cezaropolis (lat. Caesaropolis). Do danas ga se nije uspjelo naći.
Njeno povijesno ozemlje se nalazi na području Makedonije.
Spominje se u djelu Nova Tactica iz 1717. autora Heinricha Gelzera i u Partheyjevom djelu Notitiae Episcopatuum, III (oko 1170. – 1179.) i X (12. ili 13. st.), kao sufraganskom biskupijom nadbiskupije Philippi (Trajanopolis) u Makedoniji. Lequien (II, 65) govori o njoj, ali ne spominje biskupa. Rukopisni zapisi daju imena dvaju naslovnih biskupa, Meletija koji je živio u travnju 1329. i Gabrijela u studenom 1378.
- nebeski zaštitnik biskupije:
- zaštitnik stolne crkve:
- površina biskupije:
- crkvena podjela:
- broj dijecezanskih svećenika:

## Naslovni biskupi
- Ivan Evanđelista Šarić ( 1908. – 1922.)

## Vanjske poveznice
- Catholic Hierarchy

Ovaj članak sadrži dio teksta iz natuknice Caesaropolis  koji je dijelom Katoličke enciklopedije iz 1913., koja je javno dobro.